# Bahnstrecke Müllheim–Mulhouse
| |                                       |                                                                    |                                                                    |
| |                                       |                                                                    |                                                                    |
| Streckennummer (DB): | 4314                                  |                                                                    |                                                                    |
| Streckennummer (SNCF): | 124 000                               |                                                                    |                                                                    |
| Kursbuchstrecke (DB): | 703                                   |                                                                    |                                                                    |
| Kursbuchstrecke: | 303p (Müllheim–Neuenburg 1946)        |                                                                    |                                                                    |
| Streckenlänge: | 22,140 km                             |                                                                    |                                                                    |
| Spurweite: | 1435 mm (Normalspur)                  |                                                                    |                                                                    |
| Streckenklasse: | D4                                    |                                                                    |                                                                    |
| Stromsystem: | (D) 15 kV 16,7 Hz ~ (F) 25 kV 50 Hz ~ |                                                                    |                                                                    |
| Maximale Neigung: | (D:) 5 ‰                              |                                                                    |                                                                    |
| Minimaler Radius: | (D:) 450 m                            |                                                                    |                                                                    |
| |                                       |                                                                    |                                                                    |
| \| \| \| von Mannheim \| \| \| \| 0,000 \| Müllheim (Baden) \| Müllheim (Baden) \| \| \| \| nach Basel \| \| \| \| 3,322 \| Neuenburg (Baden) \| Neuenburg (Baden) \| \| \| \| \| \| \| \| 4,59217,548 \| Staatsgrenze Deutschland–Frankreich Rheinbrücke Neuenburg–Chalampé \| Staatsgrenze Deutschland–Frankreich Rheinbrücke Neuenburg–Chalampé \| \| \| \| \| \| \| \| 16,937 \| Chalampé (Eichwald) \| Chalampé (Eichwald) \| \| \| \| von Neuf-Brisach \| \| \| \| 14,330 \| Bantzenheim (Banzenheim) \| Bantzenheim (Banzenheim) \| \| \| 10,555 \| Grunhutte (Grünhütte) \| Grunhutte (Grünhütte) \| \| \| \| Rhein-Rhône-Kanal \| \| \| \| 4,520 \| Île Napoléon (Mülhausen-Hardtwald) \| Île Napoléon (Mülhausen-Hardtwald) \| \| \| \| von Basel \| \| \| \| 0,000 \| Mulhouse-Ville (Mülhausen) \| Mulhouse-Ville (Mülhausen) \| \| \| \| nach Strasbourg \| \| \| \| \| nach Paris \| \| |                                       |                                                                    |                                                                    |
| |                                       | von Mannheim                                                       |                                                                    |
| Bahnhof | 0,000                                 | Müllheim (Baden)                                                   | Müllheim (Baden)                                                   |
| Abzweig geradeaus und nach links |                                       | nach Basel                                                         | nach Basel                                                         |
| Bahnhof | 3,322                                 | Neuenburg (Baden)                                                  | Neuenburg (Baden)                                                  |
| |                                       |                                                                    |                                                                    |
| Grenze auf Brücke über Wasserlauf | 4,59217,548                           | Staatsgrenze Deutschland–Frankreich Rheinbrücke Neuenburg–Chalampé | Staatsgrenze Deutschland–Frankreich Rheinbrücke Neuenburg–Chalampé |
| |                                       |                                                                    |                                                                    |
| ehemaliger Haltepunkt / Haltestelle | 16,937                                | Chalampé (Eichwald)                                                | Chalampé (Eichwald)                                                |
| Abzweig geradeaus und von rechts |                                       | von Neuf-Brisach                                                   | von Neuf-Brisach                                                   |
| Bahnhof | 14,330                                | Bantzenheim (Banzenheim)                                           | Bantzenheim (Banzenheim)                                           |
| Dienststation / Betriebs- oder Güterbahnhof | 10,555                                | Grunhutte (Grünhütte)                                              | Grunhutte (Grünhütte)                                              |
| Brücke über Wasserlauf |                                       | Rhein-Rhône-Kanal                                                  | Rhein-Rhône-Kanal                                                  |
| ehemaliger Haltepunkt / Haltestelle | 4,520                                 | Île Napoléon (Mülhausen-Hardtwald)                                 | Île Napoléon (Mülhausen-Hardtwald)                                 |
| Abzweig geradeaus und von links |                                       | von Basel                                                          | von Basel                                                          |
| Bahnhof | 0,000                                 | Mulhouse-Ville (Mülhausen)                                         | Mulhouse-Ville (Mülhausen)                                         |
| Abzweig geradeaus und nach rechts |                                       | nach Strasbourg                                                    | nach Strasbourg                                                    |
| |                                       | nach Paris                                                         |                                                                    |

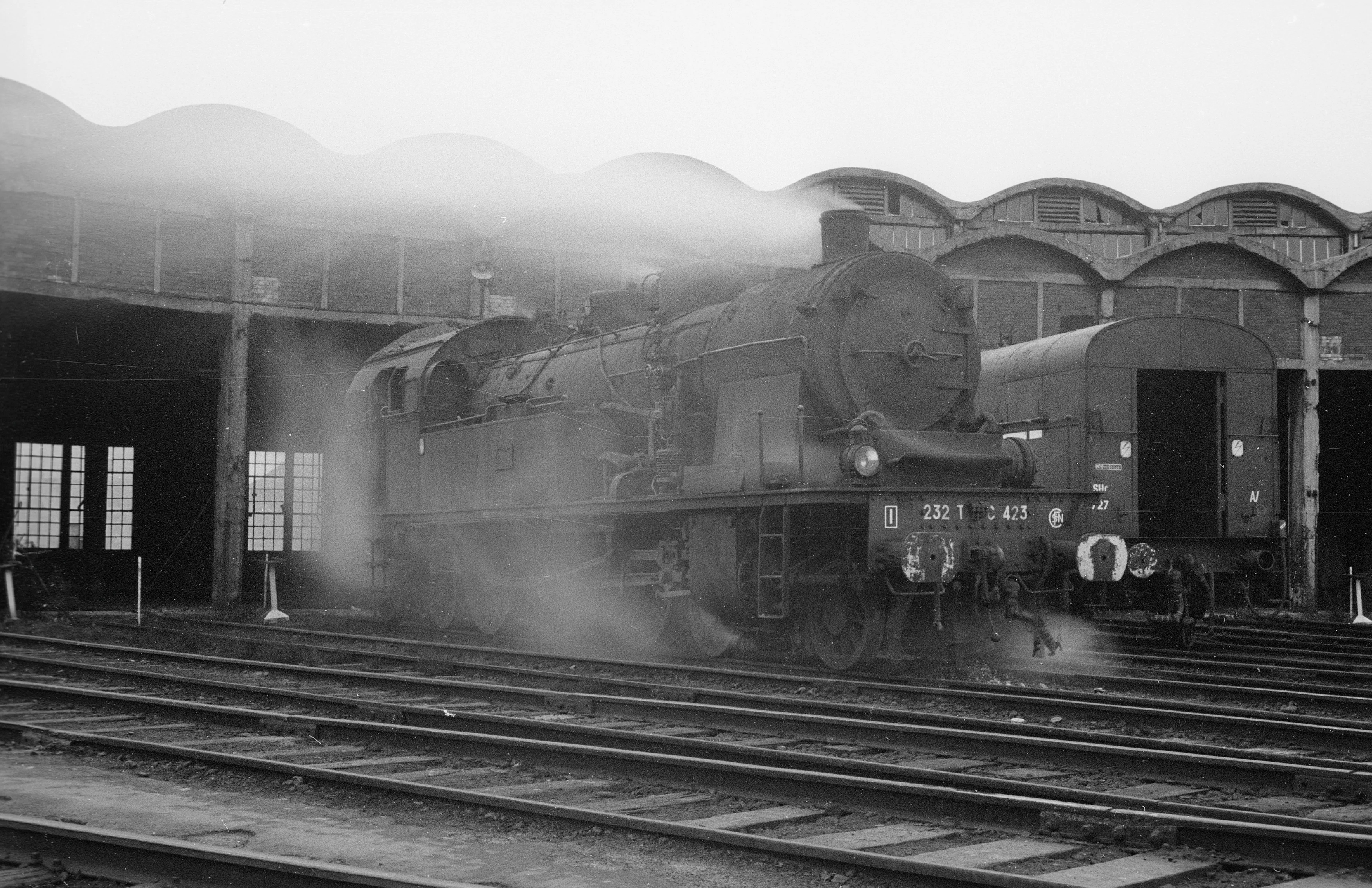
Bis in die 1960er Jahre gelangten elsässer T18 des dépôt d'Ile-Napoléon nach Müllheim

Die Bahnstrecke Müllheim–Mulhouse ist eine 22,140 Kilometer lange eingleisige, den Oberrhein überquerende Eisenbahnstrecke von Baden in das Elsass. Sie ist durchgehend mit Oberleitung elektrifiziert, auf jeder Seite mit dem jeweiligen nationalen Standard-Bahnstromsystem. In Müllheim zweigt die Strecke von der Rheintalbahn ab, im Eisenbahnknoten Mulhouse (Mülhausen) schließen Strecken nach Basel, Strasbourg (Straßburg), Belfort und Thann an.
Sie ist seit der Einstellung der Strecke Breisach–Colmar die einzige Bahnstrecke, die zwischen Straßburg und Basel den Rhein überquert und hat somit Bedeutung für die Verbindung der Stadt Freiburg im Breisgau mit dem Elsass. Seit dem 9. Dezember 2012 findet wieder regelmäßiger Personennahverkehr statt, nachdem dieser 1980 eingestellt worden war. Zwischen 2013 und 2018 befuhr auch der französische Hochgeschwindigkeitszug TGV in der Relation Freiburg (Breisgau) Hauptbahnhof – Paris Gare de Lyon die Strecke, bevor das Zugpaar auf die LGV Est européenne verlegt wurde.

## Geschichte

### Errichtung und erste Betriebsjahre
Im Jahr 1865 gab es erste Petitionen einiger Anliegergemeinden an das Großherzogtum Baden, eine Bahnstrecke von Müllheim nach Mulhouse zu bauen. Die Badische Regierung erließ am 30. März 1872 ein Gesetz über „Die Anlage einer Eisenbahn von Müllheim nach Neuenburg eventuell nach Mülhausen betreffend“, eine Konzession wurde nicht erteilt. Am 13. Mai 1874 wurde ein Vertrag über drei Rheinübergänge beschlossen; Ende 1876 begannen die Bauarbeiten an der Strecke. Die Strecke wurde am 6. Februar 1878 eröffnet, um das Gebiet um Mülhausen mit Lebensmitteln und Holz aus der Gegend um Müllheim zu versorgen. Die Eigentümer waren rechtsrheinisch mit 4,592 Kilometer Strecke die Großherzoglich Badischen Staatseisenbahnen und linksrheinisch mit 17,548 Kilometern die Reichseisenbahnen in Elsaß-Lothringen, die bis 1919 auch den Betrieb führten. Zu Beginn verkehrten täglich ein bis zwei Zugpaare, im Jahr 1891 waren es fünf Zugpaare zwischen Mulhouse und Freiburg. Im Jahr 1906 wurde die Rheinbrücke zweigleisig ausgebaut. Im Jahr 1913 verkehrten täglich 13 Zugpaare auf der Strecke, davon ein Eilzugpaar von Freiburg nach Mulhouse. Nach dem Ersten Weltkrieg ging die Gesamtstrecke erst am 1. Februar 1921 wieder in Betrieb. Im Personenverkehr kamen in Frankreich De-Dietrich-Dieseltriebwagen zum Einsatz, in Deutschland Kittel-Dampftriebwagen.

### Zweiter Weltkrieg

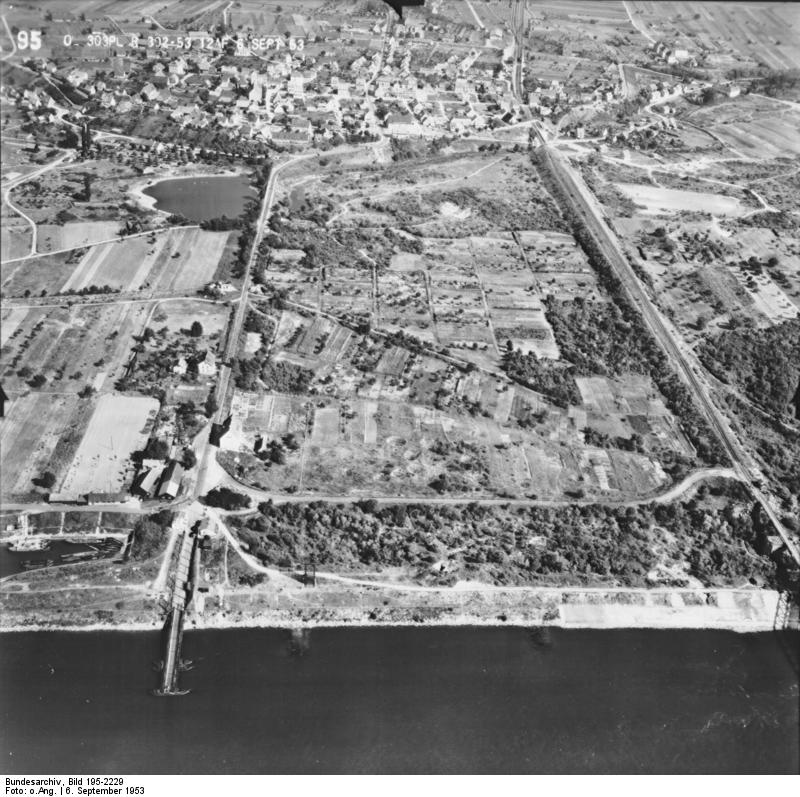
Luftbild Neuenburgs von Westen (Rheinbefliegung der Alliierten „6. September 1953“): Links Straße nach Chalampé mit Teilen der provisorischen Pontonbrücke über den Rhein; unten links ein Eck des heute nicht mehr existierenden Rheinhafens; rechts Bahnstrecke Müllheim–Mulhouse mit Schattenwurf der Reste der von der Wehrmacht auf dem Rückzug am 9. Februar 1945 gesprengten Rheinbrücke Neuenburg–Chalampé (Bild datiert von vor der Fertigstellung des Rheinseitenkanals)

Am 7. Oktober 1939 wurden die Rheinbrücke und die 1872/73 errichtete Schiffbrücke nur fünf Wochen nach Anzettelung des Zweiten Weltkrieges von französischen Truppen gesprengt. Die deutsche Eisenbahn baute die Brücke zu militärischen Zwecken zwischen 1940 und 1941 eingleisig wieder auf, am 15. August 1941 erfolgte die Freigabe für den Verkehr. Als Ersatz für die zerstörte Schiffbrücke wurde durch Pionierkräfte eine Behelfsbrücke errichtet, die sogenannte Schwabenbrücke. Sie wurde nach dem Rückzug der deutschen Truppen abgebrochen und durch eine Pontonbrücke ersetzt. Die deutschen Truppen zerstörten auf ihrem Rückzug am 9. Februar 1945 gemäß einem Führerbefehl die Eisenbahnbrücke erneut.

### Elektrifizierung und Einstellung des Personenverkehrs
Bis Mai 1965 wurde die Strecke von Müllheim bis Neuenburg elektrifiziert. Ab Sommer 1975 gab es nur noch vier Zugpaare zwischen Mulhouse und Müllheim. Der Personenverkehr wurde auf dem Abschnitt Müllheim–Neuenburg am 31. Mai 1980 eingestellt. Auf elsässischer Seite verkehrten zwischen Mulhouse und Chalampé drei Zugpaare täglich. Im Jahr 1981 wurde der Abschnitt Neuenburg–Mulhouse elektrifiziert. Am 28. September 1986 wurde der restliche Personenverkehr auf französischer Seite eingestellt. Das jährliche Defizit betrug 2,5 Millionen Francs. Die Strecke blieb jedoch weiterhin für den Güterverkehr in Betrieb.

### Wiederaufnahme des regelmäßigen Personenverkehrs
Im Oktober 1998 fand eine Sonderfahrt mit einem Regio-Shuttle der Breisgau-S-Bahn GmbH statt. Machbarkeitsstudien bestätigten der Strecke im Frühjahr 2004 einen positiven Kosten-Nutzen-Faktor.

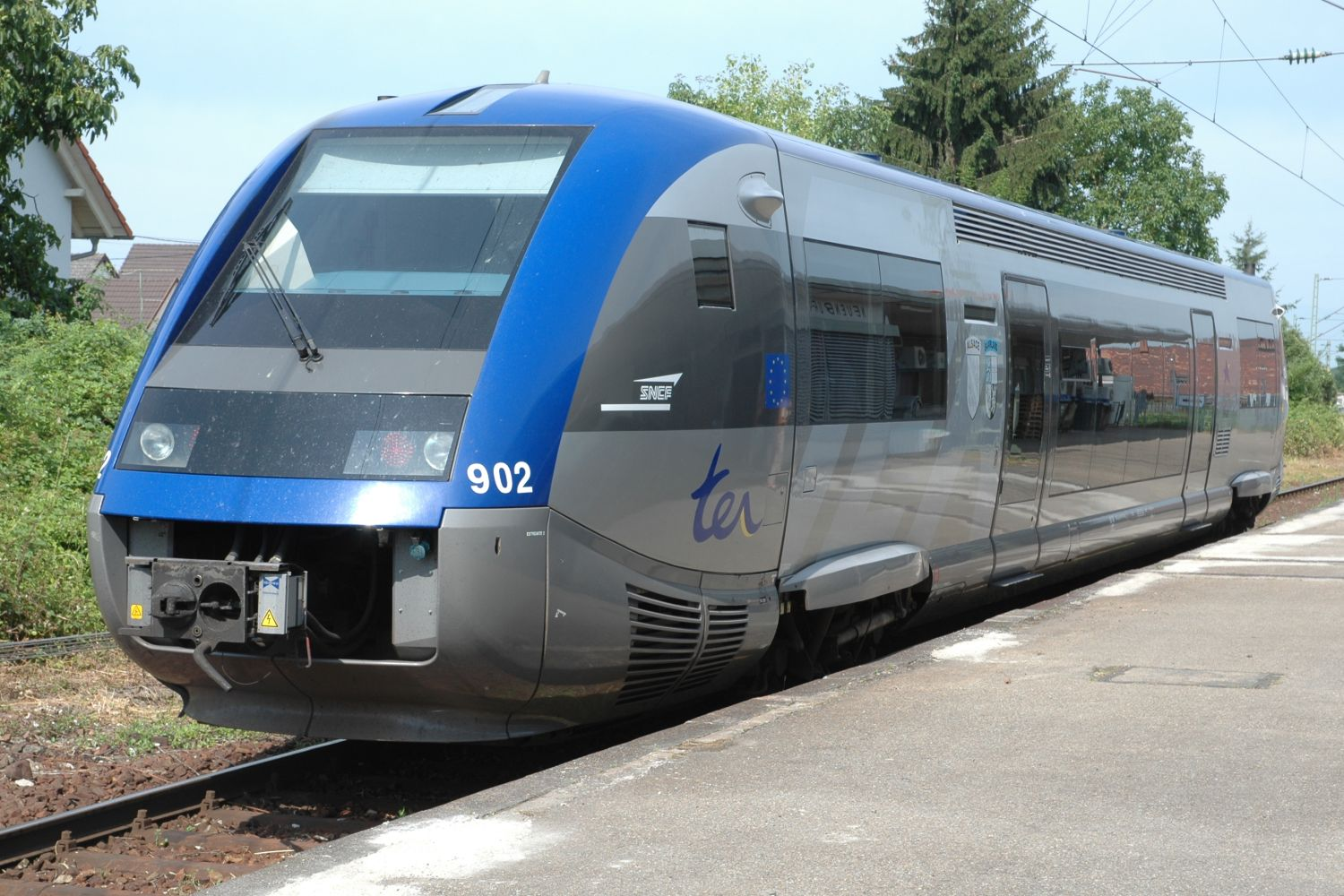
Dieseltriebwagen „Baleine“ der SNCF

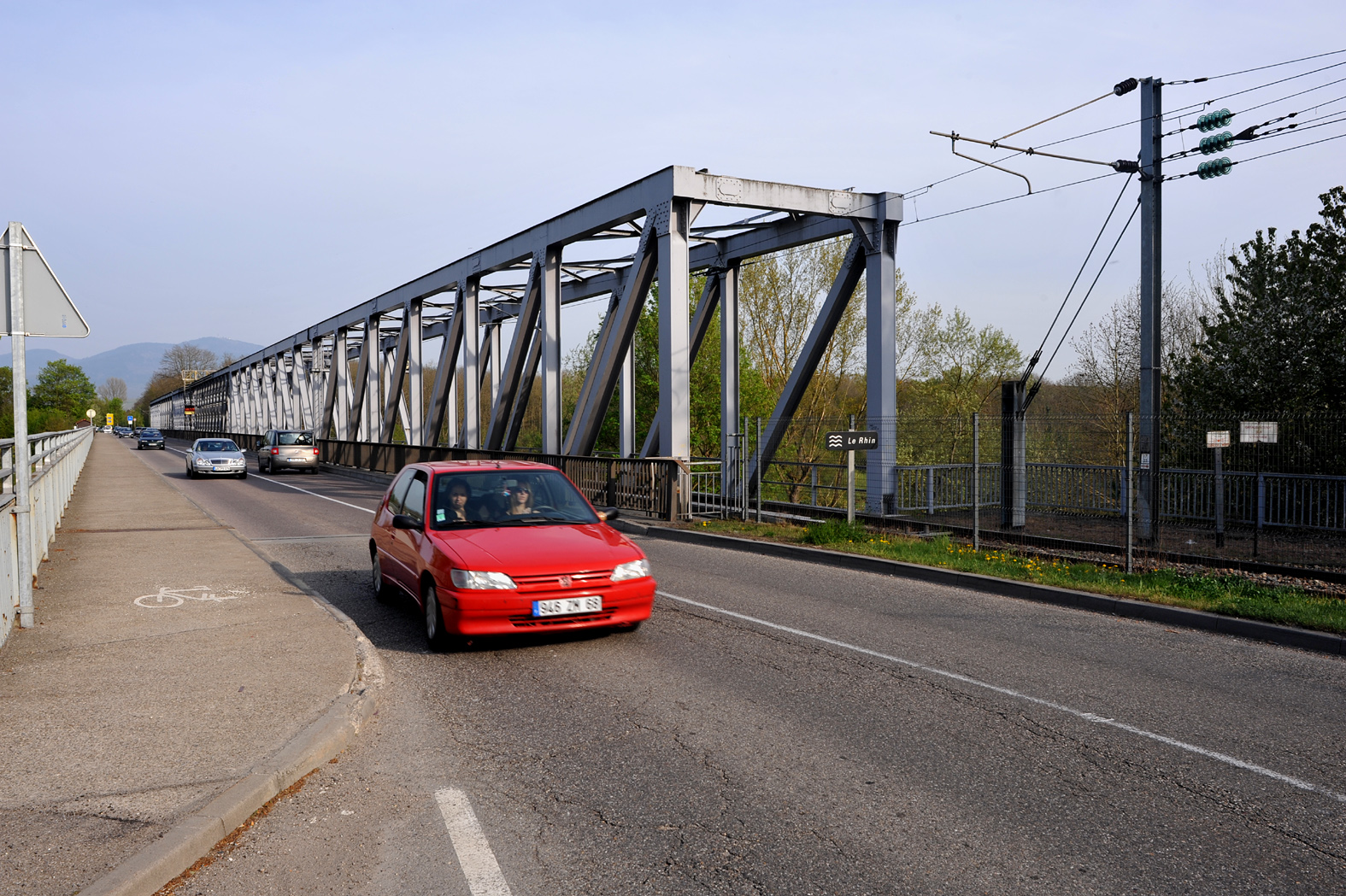
Rheinbrücke Neuenburg–Chalampé

Nach einem dreiwöchigen Probebetrieb fand am 27. August 2006 die Einweihungsfeier für die Wiederaufnahme des Personenverkehrs statt. Allerdings wurde die Verbindung vorläufig nur an bestimmten Sonntagen zu besonderen Anlässen durchgeführt. Im Jahr 2006 waren dies insgesamt 14 Tage. Dabei verkehrten sechs Fahrten je Richtung im Zwei-Stunden-Takt. Auch in den folgenden Jahren wurde der internationale Ausflugsverkehr unter dem Motto „Sans frontière“ (dt.: „Ohne Grenze“) fortgeführt. Im Jahre 2011 konnte wegen Ausbauarbeiten auf dem französischen Streckenabschnitt der Betrieb nur an einzelnen Verkehrstagen im Spätsommer angeboten werden, hinzu kamen die Adventssonntage.
Der einzige Unterwegshalt der Züge war dabei Neuenburg am Rhein. Betreiber war die DB Regio AG Südbaden auf Bestellung der Nahverkehrsgesellschaft Baden-Württemberg (NVBW) für den deutschen Abschnitt sowie für den französischen Bereich die staatliche französische Eisenbahngesellschaft SNCF auf Bestellung der Région Alsace. Zum Einsatz kam ein Dieseltriebwagen vom Typ X 73900 „Baleine“ (Blauwal) der SNCF mit 82 Sitzplätzen. Auf deutschem Gebiet fuhr der französische Zug im Auftrag der Deutschen Bahn.
Langfristig wurde die Wiederaufnahme eines regelmäßigen Personenverkehrs auf der Strecke angestrebt. Sie wurde daher ab 2009 teilweise modernisiert, dabei wurden unter anderem die mechanischen Stellwerke durch elektronische ersetzt. Seit Dezember 2009 verkehren jeweils sechs tägliche Zugpaare, meistens im Zweistundentakt, von Neuenburg meist im Durchlauf von beziehungsweise nach Offenburg, teilweise aber auch nur nach Freiburg Hbf.
Die Strecke wurde zudem als Option für die Schienenanbindung des Flughafens Basel Mulhouse Freiburg untersucht. Die Bahngesellschaften Frankreichs, Deutschlands und der Schweiz haben 2003 in einem Memorandum „Trinationale Plattform Basiliensis“ eine Führung des Güterverkehrs zwischen Frankreich und der Schweiz über die Strecke Müllheim–Mülhausen und weiter über die deutsche Rheintalbahn als bevorzugte Zukunftsoption zur Umgehung des Engpasses Basel bezeichnet. Dazu wäre der Neubau einer Südkurve bei Müllheim nötig.
Aus der Region Oberrhein wurde gefordert, die TGV-Linie LGV Rhin-Rhône, deren Inbetriebnahme 2011 stattfand, über diese Strecke bis Freiburg zu verlängern. Im Rahmen der Voruntersuchungen für den Bundesverkehrswegeplan 2003 wurden dafür die Kosten für den Ausbau des Abschnittes auf der deutschen Seite auf zwei Gleise und Geschwindigkeiten bis zu 160 km/h auf 40 Millionen Euro geschätzt. Es wurde entschieden, das Projekt nicht in den Bundesverkehrswegeplan aufzunehmen.
Auf der Strecke Müllheim–Mulhouse verkehrt die Linie RB 28. Es verkehren seit dem 9. Dezember 2012 täglich bis zu sieben Verbindungen zwischen Müllheim und Mulhouse, wobei sonn- und feiertags ein Zugpaar direkt bis Freiburg (Breisgau) Hbf verkehrt. Im Regionalverkehr gab es seit dem 9. Dezember 2012 täglich bis zu sieben Verbindungen zwischen Müllheim und Mulhouse, wobei sonn- und feiertags ein Zugpaar direkt bis Freiburg (Breisgau) Hbf geführt wird. Zum Einsatz kommen französische X73900, welche auch in Bantzenheim halten.
Zwischen August 2013 und Dezember 2018 fuhr ein TGV-Zugpaar von Freiburg über die Strecke nach Paris.
Der Personenverkehr wurde von der SNCF wegen Personalmangel zum 21. August 2023 eingestellt. Am 2. Januar 2025 wurde der Betrieb wieder aufgenommen, wobei vom 18. Januar bis 7. Februar 2025 der Zugverkehr wegen Bauarbeiten nochmals unterbrochen ist.
Nach der Fertigstellung des dritten und vierten Gleises der Rheintalbahn wurde 2012 im Rahmen der zweiten Ausbaustufe der Breisgau-S-Bahn 2020 ein S-Bahn-Betrieb mit der Linie S41 von Mulhouse nach Sasbach über Freiburg im Stundentakt vorgesehen.